# Sceau du Nouveau-Mexique
Le Grand Sceau du Nouveau-Mexique est le sceau officiel de l'État américain du Nouveau-Mexique et a été adopté en 1913.
Quand le Nouveau-Mexique est devenu un État des États-Unis en 1912, la Législature a appelé une Commission dans le but de concevoir un Sceau d'État. En juin 1913, la Commission, qui s'est composée du Gouverneur Guillaume C. McDonald, du Procureur Général Franc W. Clancy, du Président de la Cour suprême Clarence J. Roberts et du Secrétaire d'Etat Antonio Lucero, a déposé son rapport d'adoption du nouveau sceau Territorial, en substituant seulement la date 1912. Ce sceau est toujours en utilisation aujourd'hui.
L'acte officiel :
Le blason de l'état sera l'aigle mexicain en empoignant un serpent dans son bec, le cactus dans ses serres, protégées par l'aigle américain avec les ailes déployées et en empoignant des flèches dans ses serres ; la date 1912 sous les aigles et, sur un rouleau de parchemin, la devise : "Crescit Eundo." Le grand sceau de l'état sera un disque portant le blason et ayant dans la bordure extérieure les mots "Grand Sceau de l'État du Nouveau-Mexique".
- L'Aigle mexicain et l'Aigle américain. Le Nouveau-Mexique a été colonisé par les colons espagnols dans le cadre de la Nouvelle-Espagne et fit partie plus tard du Mexique. À ce titre, les symboles et la douane du Mexique se sont développés au Nouveau-Mexique aussi. L'aigle mexicain empoigne un serpent dans son bec et un cactus dans ses serres, en décrivant un mythe aztèque ancien. Le Mexique a adopté cette image symbolique quand il était sous l'administration espagnole et le Nouveau-Mexique s'est identifié avec cela aussi. Sur le sceau, il symbolise le Nouveau-Mexique qui s'agrippe toujours à ses traditions américaines espagnoles, mexicaines et Natales. L'aigle mexicain est petit et protégé par le plus grand aigle américain, qui empoigne des flèches dans ses serres, ses ailes déployées avec ses yeux attentifs gardant l'aigle mexicain. Cette configuration est destinée à montrer le changement de souveraineté en 1846 entre le Mexique et les États-Unis. Il symbolise aussi l'Amérique dominante la protection encore délicate du Nouveau-Mexique et la culture de son héritage.
- Crescit eundo. La forme traduite latine signifie "Il s'accroît en allant".